# Dialium tessmannii
Dialium tessmannii är en ärtväxtart som beskrevs av Hermann August Theodor Harms. Dialium tessmannii ingår i släktet Dialium och familjen ärtväxter. Inga underarter finns listade i Catalogue of Life.